# 友近美晴
友近 美晴（ともちか よしはる、1899年（明治32年）11月16日 - 1980年（昭和55年）3月26日）は、日本の陸軍軍人。最終階級は陸軍少将。

## 経歴
愛媛県出身。呉服卸商・友近彦次郎の三男として生まれる。広島高等師範学校附属中学校（現広島大学附属中学校・高等学校）、広島陸軍地方幼年学校、中央幼年学校を経て、1920年（大正9年）5月、陸軍士官学校（32期）を卒業。同年12月、砲兵少尉に任官し野戦重砲兵第4連隊付となる。1923年（大正12年）12月、陸軍砲工学校高等科（29期）を卒業した。陸軍野戦砲兵学校付などを経て、1928年（昭和4年）11月、陸軍大学校（41期）を卒業し野戦重砲兵第4連隊中隊長に就任。
1930年（昭和5年）12月、参謀本部付勤務となり、参謀本部員、ドイツ駐在、ドイツ大使館付武官補佐官を務め、1935年（昭和10年）3月、砲兵少佐に進級。1936年（昭和11年）9月、陸軍重砲兵学校教官に転じ、1937年（昭和12年）8月、第1軍参謀に発令され日中戦争に出征。1938年（昭和13年）3月、砲兵中佐に昇進。1939年（昭和14年）3月、陸大教官に転じ、1940年（昭和15年）8月、砲兵大佐に進んだ。
1941年（昭和16年）8月、第1軍参謀に就任し中国戦線に出征。1943年（昭和18年）4月、砲兵監部員となり帰国。1944年（昭和19年）6月、第14軍参謀副長に発令され太平洋戦争に出征。フィリピン防衛を担当。同年7月、第35軍参謀長に転じ、同年8月、陸軍少将に進級。その後、同軍参謀副長、同参謀長を務め、レイテ島の戦いに参戦。ミンダナオ島に移って終戦を迎えた。1945年（昭和20年）9月7日、ミンダナオ島タモンガンにて降伏文書に調印した。
1946年（昭和21年）1月に復員した。1947年（昭和22年）11月28日、公職追放仮指定を受けた。
1980年3月、直腸癌のため品川区の自宅で死去した。

## 著作
- 『軍参謀長の手記』黎明出版社、1946年。

## 親族
- 義父 神頭勝弥（陸軍中将、妻の父）[1]